# Институт за пазарна икономика
Фондация „Институт за пазарна икономика“ (ИПИ) е регистрирана на 15 март 1993 г. От 2010 г. институтът е вписан като юридическо лице с нестопанска цел в обществена полза под № 20100803019. Адресът за кореспонденция е: гр. София 1142, бул. „Патриарх Евтимий“ № 10, ет. 2.

## Мисия и цел
ИПИ е призван „да развива и защитава пазарните подходи за преодоляване на предизвикателствата, пред които гражданите на България и в региона се изправят. Тази мисия се преследва още от 1993 г., когато институтът е регистриран като неправителствена организация (НПО)“. Целта на ИПИ е „да предоставя независима оценка и анализ на политиката на правителството, както и да служи като трибуна за обмяна на възгледи и мнения на икономисти и наблюдатели по различни въпроси“.

## Мото
Мото на организацията е девизът на Фридрих фон Хайек: "Колкото повече държавата „планира“, толкова по-трудно става планирането от страна на отделния човек". 

## Ръководство
Изпълнителен директор на ИПИ (от 2007 г.) е Светла Костадинова, а председател на Съвета е Красен Станчев (основател на ИПИ и негов директор 1993 – 2006 г.).
Членове на Съвета са:
- Андрей Евтимов
- Мартин Заимов
- Левон Хампарцумян
- Калин Христов
- Кенет Лефковиц
- Георги Саракостов

Сред предишните членове на Съвета на ИПИ са – Мартин Димитров, Яна Костова, Георги Захариев, Илиян Михов, Ренета Инджова и други. .
Председател на Консултативния съвет е Ричард Ран.

## Собствен принос към пазарната икономика
Според декларираните собствени приноси, неправителствената организация е спомогнала лобирайки за:
- Разработване на схемите за прозрачност на капиталовите пазари (1993 – 1995 г.) и съдейства за разпада на т.нар. пирамидални инвестиционни схеми (изработен от ИПИ и Комисията за ценни книжа на САЩ);
- Въвеждане на Валутния борд (подкрепа и разяснителна кампания) – 1996 – 1997 г.;
- Закон за гарантиране на депозитите (изготвен от ИПИ) – 1997 – 1998 г.;
- Данъчни реформи през 1997 г. и 1998 г. (подкрепа и сравнителни анализи);
- Стратегия за малките и средни предприятия (изработване на частта за равни възможности, конкурентоспособност, добра практика за публично управление, ниски трансакционни разходи);
- Закон за защита на конкуренцията (три разпоредби, осигуряващи по-добро прилагане на закона), 1998 г.
- Намаление и приложение на ДДС и социалното осигуряване (изготвено от ИПИ), 1998 г.
- Написване и лобиране за приемане на Закона за ипотечните облигации, приет 2000 г.;
- Написване и лобиране за приемане на Закона за намаляване на административното регулиране и административния контрол върху икономическите дейности (изготвен от ИПИ в сътрудничество с Bannock Consulting и UNILOB), приет 2003 г.;
- Написване и лобиране за приемане на Закона за дружествата със специална инвестиционна цел (популяризиран от ИПИ и приет през 2003 г.);
- Създаване на Мрежа за ипотечно финансиране в Югоизточна Европа – 2003 г.,
- Написване на методология и обучение за извършване на анализ на разходите и ползите за Република Киргизстан, 2003 г.;
- Реформиране на бизнес регистрацията в Босна и Херцеговина (в сътрудничество с Bannock Consulting и UNILOB), 2002 – 2004 г.;
- Анализ на въздействието на регулациите. Изследвания на законодателството и корупцията като системен феномен (написване на частите в Закона за нормативните актове), 1999 – 2004 г.;
- Предварителен анализ на възможностите и лобиране за създаване на първото частно кредитно бюро в България (Experian–Scorex), 2003 – 2004 г.;
- Създаване на инициатива и работна група в областта на реформа на системата на социално подпомагане „Първо Работи Европа“, 2004 г.;
- Анализ на разходите и ползите от регулациите (проект за закон за правителството), 2005 г.
- Инструкции за всички административни структури и изготвяне на наръчник „Как да се прилага и използва Законът за намаляване на административното регулиране и административния контрол върху икономическата дейност“, 2005 г.;
- Коментари на Стратегията на правителството за административна реформа, 2005 г.;
- Коментари на Стратегията на правителството за развитие на транспорта, 2005 г.;
- Въвеждане на 10% данък печалба, 2007 г.
- Въвеждане на 10% плосък данък върху доходите, 2008 г.
- Намаление на осигуровките, 2007 г.
- Създаване на Звено за по-добро регулиране, 2008 г.

## Финансиране
Институтът се финансира чрез работа по проекти, извършване на консултантски услуги и дарения – лични и корпоративни.

## Публикации
- Кръгът „Пазарни муджахидини“ на вестник „24 часа“ от 18 март 2010 г.